# Nova Diklenica
Nova Diklenica – wieś w Chorwacji, w żupanii bielowarsko-bilogorskiej, w gminie Kapela. W 2011 roku liczyła 114 mieszkańców.